# بن تسترمن
 بن تسترمن (انگلیسی: Ben Testerman؛ زادهٔ ۲ فوریهٔ ۱۹۶۲) یک تنیس‌باز اهل ایالات متحده آمریکا است.